# هوشبرماهی الکتریکی کوچک
هوشبرماهی الکتریکی کوچک (نام علمی: Narcine bancroftii) نام یک گونه از تیره هوشبرماهیان است.